# تولغا
تولغا هي بلدة في مقاطعة كاسان في ولاية قشقداريا في أوزبكستان.